# Crambe (spons)
Crambe is een geslacht van sponsdieren uit de klasse van de Demospongiae (gewone sponzen).

## Soorten
- Crambe acuata (Lévi, 1958)
- Crambe amarilla Esteves, Lôbo-Hajdu & Hajdu, 2007
- Crambe chilensis Esteves, Lôbo-Hajdu & Hajdu, 2007
- Crambe crambe (Schmidt, 1862)
- Crambe erecta Pulitzer-Finali, 1993
- Crambe maldonadoi Esteves, Lôbo-Hajdu & Hajdu, 2007
- Crambe panamensis Maldonado, Carmona, van Soest & Pomponi, 2001
- Crambe tailliezi Vacelet & Boury-Esnault, 1982
- Crambe tuberosa Maldonado & Benito, 1991